# Die Schwarzwaldklinik
Die Schwarzwaldklinik is een Duitse dramaserie die op de televisiezender ZDF werd uitgezonden van 1985 tot 1989.

## Rolverdeling
| Acteur               | Personage                                        |
| -------------------- | ------------------------------------------------ |
| Klausjürgen Wussow   | Prof. Dr. Klaus Brinkmann                        |
| Gaby Dohm            | Dr. Christa Brinkmann, geb. Mehnert              |
| Sascha Hehn          | Dr. Udo Brinkmann                                |
| Eva Maria Bauer      | Hildegard Zeisig                                 |
| Evelyn Hamann        | Carsta Michaelis                                 |
| Ilona Grübel         | Dr. Katarina Gessner-Brinkmann, gesch. Gessner   |
| Karin Hardt          | Käti                                             |
| Wolfgang Kieling     | Dr. Marker                                       |
| Karl Heinz Vosgerau  | Professor Breeken                                |
| Katerina Jacob       | Melanie Wieck                                    |
| Robert Atzorn        | Assistenzarzt Werner Sager                       |
| Raimund Harmstorf    | Florian Brinkmann                                |
| Walter Sittler       | Volker                                           |
| Claus Biederstaedt   | Otto Heinsen                                     |
| Marianne Nentwich    | Constanze Zöllner                                |
| Wolfgang Raach       | Hasso                                            |
| Jochen Schroeder     | Michael "Mischa" Burgmann                        |
| Karin Eckhold        | Karin Meis                                       |
| Barbara Wussow       | Elke Brinkmann, verw. Poser                      |
| Alf Marholm          | Alfred Mühlmann                                  |
| Andreas Winterhalder | Benjamin Brinkmann                               |
| Angelika Reißner     | Angelika 'Angie' Gessner                         |
| Olivia Pascal        | Carola Reisner                                   |
| Heidelinde Weis      | Dr. Elena Bach                                   |
| Karl Walter Diess    | Dr. Gerhard Schäfer                              |
| Franz Rudnick        | Dr. Gerd Wolter                                  |
| Holger Petzold       | Dr. Rens                                         |
| Christian Kohlund    | Prof. Dr. Alexander Vollmers                     |
| Volker Brandt        | Dr. Werner Schübel                               |
| Horst Naumann        | Dr. Horst Römer                                  |
| Knut Hinz            | Dr. Borsdorf                                     |
| Herbert Tennigkeit   | Dr. Laudann                                      |
| Verena Peter         | Dr. Karin Plessers, gesch. Sander, geb. Plessers |
| Michael Kausch       | Dr. Engel                                        |
| Anja Kruse           | Claudia Schubert                                 |
| Gabi Fischer         | Ina                                              |
| Hannelore Elsner     | Maria Rotenburg                                  |
| Ursula Heyer         | Monika                                           |
| Beatrice Kessler     | Theres Rotenburg                                 |
| Andrea L'Arronge     | Anja Krischle                                    |
| Hans-Jürgen Schatz   | Herr Ackermann                                   |
| Wolfgang Wahl        | Wolfgang Pohl                                    |
| Douglas Welbat       | Mario Henning                                    |